# Callista (hop)
Callista is een hopvariëteit, gebruikt voor het brouwen van bier.
Deze hopvariëteit is een “aromahop”, bij het bierbrouwen voornamelijk gebruikt vanwege zijn aromatische eigenschappen. De variëteit werd in 2014 ontwikkeld in het Hopfenforschungszentrum Hüll te Wolnzach, Beieren en kreeg oorspronkelijk de naam 2010/008/033 tijdens de testfase. Callista is een kruising van een vrouwelijke Hallertau Tradition-aromahop en een mannelijke variëteit van het Hüll-onderzoekscentrum.

## Kenmerken
- Alfazuur: 2 – 5%
- Bètazuur: 5 – 10%
- Eigenschappen: smaakprofiel: citrus, steenfruit, passievrucht, rode bessen en kruisbes